# كاريس (نبات)
كاريس أو عرم أو عيرون (الاسم العلمي: Carissa) هي جنس نباتي يتبع فصيلة الدفلية من رتبة الجنطيانيات.

## أنواع الكاريس
- كاريس ثنائي الشوك (الاسم العلمي: Carissa bispinosa)
- كاريس بوافاني (الاسم العلمي: Carissa boiviniana)
- كاريس كارنداس (الاسم العلمي: Carissa carandas)
- كاريس كبير الثمار (الاسم العلمي: Carissa macrocarpa)
- كاريس بيشوني (الاسم العلمي: Carissa pichoniana)
- كاريس شوكي (الاسم العلمي: Carissa spinarum)
- كاريس رباعي الأزهار (الاسم العلمي: Carissa tetramera)